# TUSEM Essen
Le TUSEM Essen (Turn- und Sportverein Essen Margarethenhöhe e.V. 1926) est un club omnisports allemand basé à Essen. Il comprend notamment une section de handball qui est l'objet de cet article.

## Historique (handball)
Le TUSEM Essen fut l'un des meilleurs clubs allemands à la fin des années 1980 avec une finale en Coupe des clubs champions en 1988, une victoire en Coupe d'Europe des vainqueurs de coupe en 1989 (face à l'US Créteil) et trois Championnats d'Allemagne.
En 2005, le club remporte une nouvelle coupe d'Europe, la Coupe de l'EHF 2005 mais, confronté à d'importants problèmes financiers, le club ne voit pas sa licence renouvelée pour évoluer en Bundesliga et doit repartir en championnat régional (3e division). Il ne lui faut que deux saisons pour retrouver l'élite.
En 2008, le club se déclare en faillite et est relégué une nouvelle fois.
En 2012, le club retrouve la Bundesliga mais seulement pour une saison, et évolue depuis dans la deuxième division allemande.

## Palmarès
Compétitions internationales
- Finaliste de la Coupe des clubs champions (1) : 1988
- Vainqueur de la Coupe d'Europe des vainqueurs de coupe (1) : 1989
- Vainqueur de la Coupe de l'EHF (1) : 2005
- Vainqueur de la Coupe des Villes (1) : 1994

Compétitions nationales
- Vainqueur du Championnat d'Allemagne (3) : 1986, 1987, 1989
- Vainqueur de la Coupe d'Allemagne (3) : 1988, 1991, 1992

## Joueurs célèbres
- Patrick Cazal
- Mark Dragunski
- Jochen Fraatz (de), meilleur buteur et meilleur joueur en Allemagne en 1991, 1992
- Alfreð Gíslason
- Michael Haaß
- Chrischa Hannawald (GB)
- Patrekur Jóhannesson
- Nedeljko Jovanović
- Julius Kühn
- Jörn-Uwe Lommel
- Volker Michel
- Erik Veje Rasmussen
- Oliver Roggisch
- Martin Schwalb
- Guðjón Valur Sigurðsson
- Dimitri Torgovanov
- Alexandre Toutchkine
- Patrick Wiencek
- Oleg Velyky

Parmi ceux-ci, Jochen Fraatz (de) a été le meilleur buteur et le meilleur joueur en Allemagne en 1991, 1992.

## Entraîneurs
- Petre Ivănescu : de 1974–1976, de 1983 à 1986 et de 1990 à 1993
- Jörn-Uwe Lommel : de 1998 à 2001
- Iouri Chevtsov : de 2001 à 2005
- Ion Bondar : de 2005 à 2007
- Christian Prokop : de 2012 à 2013
- Mark Dragunski : de 2013 à 2015